# Fédération des Îles Vierges des États-Unis de football
La Fédération des îles Vierges des États-Unis de football (U.S.V.I. Soccer Federation (en) USVISA) est une association regroupant les clubs de football des îles Vierges des États-Unis et organisant les compétitions nationales et les matchs internationaux de la sélection des îles Vierges américaines.
La fédération nationale des îles Vierges des États-Unis est fondée en 1998. Elle est affiliée à la FIFA depuis 1998 et est membre de la CONCACAF depuis 1998 également.